# Hylaeus wynyardensis
Hylaeus wynyardensis är en biart som beskrevs av Cockerell 1929. Hylaeus wynyardensis ingår i släktet citronbin, och familjen korttungebin. Inga underarter finns listade i Catalogue of Life.